# Cryptopleurum evansi
Cryptopleurum evansi är en skalbaggsart som beskrevs av Balfour-browne 1945. Cryptopleurum evansi ingår i släktet Cryptopleurum och familjen palpbaggar. Inga underarter finns listade i Catalogue of Life.